# Pacific Rim
Pacific Rim (titulada Titanes del Pacífico en Hispanoamérica) es una película estadounidense de ciencia ficción de 2013 dirigida por Guillermo del Toro, escrita por Del Toro y Travis Beacham y protagonizada por Charlie Hunnam, Idris Elba, Rinko Kikuchi, Charlie Day, Robert Kazinsky, Max Martini y Ron Perlman.
La película está ambientada en el año 2025, cuando la Tierra es atacada por kaijus, monstruos colosales que han surgido a partir de un portal interdimensional en el fondo del Océano Pacífico, llamado "El Abismo". Para luchar contra los monstruos, la humanidad se une para crear a los Jaegers: gigantescas máquinas humanoides, cada una controlada por dos pilotos cuyas mentes están unidas por un puente neuronal (similares a los personajes llamados Headmasters de Transformers y a los EVA de la serie de manga y anime Neon Genesis Evangelion). Centrándose en los días posteriores de la guerra, la historia sigue a Raleigh Becket, un piloto jaeger llamado de su retiro, que se asociará con la piloto novata Mako Mori en un último esfuerzo para derrotar a los kaijus.
Del Toro prevé a Pacific Rim como una colorida historia de aventuras seria, con una "sensación muy espaciosa y luminosa", en contraste con el "cine de verano cínico súper-súper-oscuro melancólico". El director se centró en "grandes y bonitos visuales sofisticados" y la acción que satisfaga a un público adulto, pero ha manifestado que su idea principal es la de introducir los géneros kaiju y mecha en la generación infantil. Mientras que la película se basa en gran medida en estos géneros, evita referencias directas a trabajos anteriores. La intención de Del Toro de crear algo original, pero "locamente enamorado" de sus influencias, imbuido de "belleza épica" y "grandeza operística". El crédito final dedica la película a Ray Harryhausen e Ishiro Honda.
La película se estrenó en 3D y en IMAX 3D el 12 de julio de 2013. Su secuela, Pacific Rim: Uprising, se estrenó en 2018.

## Argumento
En 2013 la humanidad comienza a ser atacada por los kaijus, una especie de monstruos alienígenas gigantescos que emergen desde un portal interdimensional conocido como "El Abismo", que se encuentra en el fondo del Océano Pacífico a través de una fisura entre dos placas tectónicas, para exterminar a la raza humana. Muchas ciudades enteras y centenares de miles de vidas se pierden tras el ataque de estas gigantescas criaturas, cuyas apariciones con el tiempo se hacen cada vez más frecuentes y hacen que la humanidad se dé cuenta de que los ataques de estos kaijus no se detendrán. Para combatirlos, el mundo entero hace a un lado toda diferencia y rivalidad entre naciones, y todos los recursos financieros, científicos y tecnológicos existentes son juntados para crear una nueva arma, con el eslogan "para combatir monstruos, creamos nuestros propios monstruos". Luego de años de desarrollo son creados los "Jaegers", unos sofisticados robots mecha gigantes de guerra humanoides que tienen que ser pilotados por dos personas para sobrellevar la inmensa carga neuronal que conlleva manipularlos, ya que varios pilotos individuales murieron en el proceso. Estos dos pilotos deben ser entrenados para controlar sus recuerdos y que sus mentes trabajen como una sola al pilotar el Jaeger, o de lo contrario la máquina estará fuera de control, poniendo en peligro la vida misma de los pilotos. Al poco tiempo de haber sido implementados, los Jaegers demuestran tener éxito. Se retoma la confianza, la humanidad se siente segura, se comercializan kaijus y Jaegers como juguetes, historietas, películas sobre el tema, etc. y los pilotos se transforman en héroes mundiales. Pero a pesar de que las máquinas son efectivas, las bestias se vuelven mucho más frecuentes y poderosas conforme pasa el tiempo.
En el año 2020, los hermanos Yancy Becket (Diego Klattenhoff) y Raleigh Becket (Charlie Hunnam) se disponen a eliminar a un kaiju, con su Jaeger modelo 3 "Gipsy Danger", para presumir su quinta victoria consecutiva desde que empezaron a ser pilotos. Mientras tanto, en el Océano de Alaska, un grupo de pescadores busca tierra firme en su barco debido a la inestabilidad del oleaje debido al huracán; el radar del barco detecta una "isla" que se acerca cada vez más: es un kaiju categoría 3, Knifehead. Este empieza a rugir y pisar fuertemente, creando olas gigantescas que casi hunden el barco, pero este es salvado y dejado fuera de la línea de combate por Gipsy Danger. Entonces, el kaiju procede a emboscarlo pero el otro contraataca dándole varios golpes asegurando una victoria. Sin embargo, el tiempo comienza a agotarse; Yancy y Raleigh utilizan el cañón de plasma y dejan gravemente herido al monstruo, al que creen muerto. Inmediatamente, la señal satélite de la base detecta que sigue vivo. El colosal monstruo ataca desde el fondo del océano y logra arrancarles el brazo izquierdo. Mientras que Raleigh y Yancy tratan de atacar, el kaiju perfora el casco y arranca a Yancy de la conexión neuronal, arrojándolo al océano y dejando a su hermano traumatizado por su muerte. Finalmente, Raleigh carga por segunda vez el cañón, pero todo empeora cuando el monstruo perfora el pecho del Jaeger con su filosa cresta; pero recibe un golpe aturdidor, cuando vuelve a atacar muere debido al disparo a quemarropa del cañón de plasma en su cara. Tras esto, el robot avanza en el océano hasta desplomarse en una playa, con daños extremos en toda su estructura y con Raleigh al borde de la muerte.
Ya en el año 2025, los gobiernos han abandonado el proyecto Jaeger, debido a que las máquinas empezaban a ser destruidas más rápido de lo que podían construirse y los kaijus ahora alcanzaban categoría 4. Entonces, deciden construir enormes murallas costeras para proteger a las ciudades. Las cuatro armas restantes son llevadas a Hong Kong para proteger la costa hasta que la construcción termine. El mariscal Stacker Pentecost (Idris Elba), comandante de las fuerzas Jaeger, crea un plan para acabar la guerra usando energía nuclear para destruir el portal. Mientras tanto en Anchorage, Alaska, un Raleigh ahora retirado está trabajando en la construcción de la muralla de Alaska hasta que, durante un descanso, ve en las noticias cómo un kaiju categoría 4, Mutavore, destruye la muralla de Sídney, Australia en menos de una hora causando grandes destrozos, dando a entender que el proyecto de las murallas es inefectivo para contrarrestar a los kaijus. Sin embargo, un Jaeger modelo 5 recién salido del astillero Striker Eureka logra contener la situación y derrotar a la bestia. Posteriormente, Pentacost llega y se encuentra con Raleigh para convencerlo de regresar para que pilote al Jaeger Gipsy Danger, que él y su hermano pilotaban hace mucho tiempo. Aunque Raleigh al principio, se niega, pero Pentecost le insiste, amenazándolo sobre en dónde quiere morir, ya sea en un muro de la vida o en el Jaeger. 
Llegando a Hong Kong, Raleigh se enfrenta a potenciales copilotos para encontrar al que tenga una fuerte conexión con él, ya que, mientras más fuerte sea esta, mejor será el rendimiento en combate. Siente esto con Mako Mori (Rinko Kikuchi), solicitándola como copiloto. El mariscal se opone, ya que Mako es su hija adoptiva, a quien salvó cuando era niña del ataque de un kaiju categoría 2 Onibaba que mató a su familia en Tokio, Japón; aunque luego cambia de opinión, a sabiendas de que el deseo de Mako es pilotar solo para vengarse de los kaijus. La prueba inicial del dúo casi termina en desastre cuando Mako queda atrapada en el recuerdo del ataque ocurrido durante su infancia. Inconscientemente, activa y casi dispara el cañón de plasma del Gipsy Danger mientras se encontraba en el enlace neuronal.
Poco después, los Jaegers Cherno Alpha y Crimson Typhoon (junto con Striker Eureka) son asignados a una misión donde deben neutralizar un ataque Kaiju doble, ambos de categoría 4, Otachi y Leatherback, en Hong Kong. Cherno y Crimson proceden a atacar. El segundo detecta la señal de Otachi pero no logra verlo a tiempo, sin embargo este sale sorpresivamente del agua y le da un coletazo al Jaeger chino, derribándolo. Así, el jaeger se levanta y se pone en modo ataque activando las sierras circulares de sus tres manos para atacarlo. Los pilotos logran hacerle cortes profundos en varias partes vitales del cuerpo, pero el kaiju le toma las manos impidiéndole atacar, no obstante lo lanzan con los pies mediante un salto mortal. Entonces, Cherno Alpha procede a golpear al kaiju pero él se libera y lo empuja con su cola, volviendo a atacar al Jaeger chino. Este le toma de sus brazos, pero la criatura, con su cola que tiene una triple garra al final, atrapa la cabeza de Crimson Typhoon y la aplasta, matando a los pilotos, y luego la arranca dejando caer al gigante Mark-4 al agua. Cherno, enfadado por la muerte de sus camaradas, procede a eliminar al kaiju, pero este le arroja un chorro de ácido altamente corrosivo y tóxico el cual derrite la defensa de la cabina y debilita la armadura del jaeger, por lo cual al verse en alto peligro piden ayuda a Stryker, y los pilotos de este desobedecen la orden de Pentecost y corren a ayudarlo. Así mismo, Otachi arranca la mano del Jaeger y en ese momento el otro kaiju, Leatherback, ataca por la espalda a Cherno, sumergiéndolo en el agua haciendo que le entre agua a su reactor y ahogando a los pilotos, y acaba destruyéndolo al aplastarlo con su mano. Otachi va a enfrentar al robot recién llegado, sin embargo, la diferencia de nivel favorece a Stryker, quien lo deja malherido. En aquel momento, para tratar de acabarlo, Stryker activa sus misiles de pecho pero Leatherback se da cuenta de esto y emite una serie de ondas de pulso electromagnético que desactivan al Jaeger, evitando que lance su arsenal, y la base de Cuerpos de Defensa Pan Pacífic, aunque esta se recupera poco después. Con la ventaja de haber desconectado al Jaeger, Otachi va en una misión de cacería del científico Newton Geiszler (Charlie Day), quien hizo una conexión neural con un cerebro de kaiju.
El mariscal manda a Raleigh y Mako como última maniobra defensiva con Gipsy Danger, debido a que el Jaeger es un modelo análogo nuclear y resiste los ataques con PEM. Mientras tanto, Newton va hacia Hong Kong; el científico que estudia a los kaijus creó una máquina que le permitió establecer una conexión mental con un pedazo de cerebro de estos. El experimento casi lo mata, pero descubre que los kaijus son en realidad bioarmas de destrucción masiva enviadas por una raza alienígena conquistadora. Con la aprobación del mariscal, Geiszler busca a Hannibal Chau (Ron Perlman), una figura reconocida en el tráfico de partes de kaiju, en un intento por conseguir un cerebro intacto para así repetir el experimento. Chau deduce que las bestias están en la ciudad buscando a Newton, cuyas acciones han atraído su atención, ya que ellos poseen una "mente de colmena".
Tras la desconexión de Striker Eureka, los dos pilotos salen y encienden bengalas, enojando a Leatherback, el cual trata de matarlos pero es interceptado por Gipsy Danger. Leatherback ataca a Gipsy pero este contraataca arrancándole el órgano que emitió las ondas de pulso electromagnético. El kaiju toma a Gipsy y lo arroja lejos, comenzando una batalla en el puerto de Hong Kong. Gipsy domina la pelea golpeando al monstruo con puños y contenedores del puerto; cuando el otro se dispone a atacar, Gipsy activa su cañón de plasma disparándole varias veces en el pectoral, terminándolo al darle en su brazo izquierdo, pero aún deben acabar con el otro kaiju restante. Este encuentra el búnker donde Newton se ocultaba junto con decenas de personas. Logra abrirlo y reconoce al humano, pero Gipsy interfiere cargando un buque, como bate de béisbol, y golpeándolo hasta hacerlo retirarse. Raleigh y Mako lo buscan, saliendo inesperadamente de un edificio atacando a Gipsy y lanzando su chorro de ácido; el robot logra esquivarlo y atrapa al kaiju, pero él comienza a golpearlo y a tratar de atrapar la cabeza del Jaeger con su cola. A pesar de ello, Mako activa el escape del refrigerante del Jaeger congelando la cola para luego destrozarla en pedazos. Sin embargo, Otachi se les abalanza y sujeta extendiendo sus alas. Volando, empieza a chocar contra los edificios con el fin de dañar más al Jaeger mientras este intenta liberarse. Ya cerca de la estratósfera, Otachi empieza a perder energía debido al frío y Gipsy utiliza la espada retráctil, cortándolo en dos y matándolo. Gipsy comienza a caer a gran velocidad desde la atmósfera superior, pero activa su reactor de pecho para frenar la caída; pero aun así van a demasiada velocidad. Gipsy aterriza violentamente en medio de un estadio causando una enorme onda expansiva de choque que destruye toda la estructura y muchos vehículos alrededor, pero sobrevive con algunos daños, y Raleigh y Mako se encuentran sanos y salvos.
Poco después, los hombres de Chau se mueven en Hong Kong para recoger los restos del kaiju para comercializar en Alemania, con el anticipado pedido de un segundo cerebro por parte de Newton. Los hombres detectan que el kaiju era hembra y estaba embarazada, al mismo tiempo su cría sale súbitamente del vientre de su madre muerta y ataca al equipo carroñero de Chau, pero sufre de asfixia debido a que sus órganos respiratorios no se habían formado correctamente y su cordón umbilical lo había ahorcado. Luego, Chau entierra una navaja en la nariz del pequeño y éste enfurecido, se lo come vivo, antes de morir. Newton y su compañero Hermann Gottlieb (Burn Gorman) se unen para compartir la carga neuronal, se conectan con el cerebro intacto del bebé y descubren que el portal solo se abrirá con el ADN de las bestias, como un código de barras de ADN.
Los dos Jaegers restantes se unen para ejecutar el plan de destruir el portal con un arma termonuclear. Stryker y Gipsy empiezan a descender hacia el fondo oceánico, siendo vigilados por un kaiju. Al llegar al punto de encuentro, Stryker se posiciona sin saber que, el primer y único kaiju categoría 5, Slattern, estaría ahí para impedirles su objetivo. Gipsy trata de acudir en apoyo pero es atacado por un kaiju categoría 4, Scunner, la criatura que los acechaba al descender, pero logran sujetarlo de sus mejillas con cuernos y lo derrumban. Al activar la espada, tratan de perforarlo pero otro kaiju de la misma categoría, Raiju, con su mandíbula tripartida los ataca desde otro flanco y les arranca el brazo derecho. Posterior, Scunner lo vuelve a atacar y trata de escapar pero Gipsy activa la espada de lado izquierdo y logra perforarle la cabeza, arrimándolo hacia una chimenea volcánica acuática tratando de quemarlo, sin embargo se zafa con daños muy graves. Entonces, Raiju nadando a toda velocidad procede a atacar a Raleigh y Mako, pero estos utilizan la espada y logran rebanarlo por la mitad. Así mismo Slattern, perdiendo frente a Striker, llama a Scunner para acabar con el Jaeger. En ese momento, el mariscal Pentecost se despide de Mako, y junto con el otro piloto deciden usar la bomba; muriendo y matando a Scunner, pero Slattern consigue sobrevivir con graves daños. Mientras Gipsy trata de llevar el cadáver de Raiju hacia al portal, el segundo interfiere, por lo que el robot activa sus propulsores y se lanza con él hacia al portal. Slattern con sus colas de tentáculos afilados trata de dañarlo y lo consigue, pero Raleigh activa el lanzallamas del reactor del pecho de Gipsy, atravesando y matando al kaiju categoría 5. Con el oxígeno acabándose, Raleigh expulsa a Mako e inicia la secuencia de sobrecarga del reactor para luego expulsarse a sí mismo. El reactor nuclear explota, destruyendo a los alienígenas conquistadores y el portal. Los mecanismos de escape de Mako y Raleigh llegan a la superficie a salvo y el dúo se abraza emotivamente mientras el helicóptero llega.
En la escena poscréditos, se puede ver a Chau saliendo ileso del estómago de la cría de Otachi y pregunta en donde quedó su zapato de oro.

## Los Kaijus y Los Jaegers

### Jaegers
Son robots gigantes comandados por dos pilotos conectados a través de un puente neuronal con el cual controlan al Jeager, son pertenecientes a los Cuerpos de Defensa Pan Pacíficos (Pan Pacific Defense Corps), que tienen bases con robots gigantes en países como Australia (Sídney), Estados Unidos (Anchorage y Los Ángeles), Perú (Lima), Rusia (Vladivostok), China (Hong Kong), Japón (Tokio) y Chile (Santiago).
| Nombre           | País           | Pilotos                                                                            | Estado |
| ---------------- | -------------- | ---------------------------------------------------------------------------------- | --- |
| Gipsy Danger     | Estados Unidos | Raleigh Becket y Mako Mori (sustituta de Yancy Becket, muerto en acto de servicio) | Categoría MARK-3. Autodestruido por la fusión de su reactor nuclear en la dimensión de los alienígenas, lo que cierra el portal. |
| Cherno Alpha     | Rusia          | Sasha y Alexei Kaidonovsky                                                         | Último categoría MARK-I. Destruido por los kaijus Otachi y Leatherback en Hong Kong.                                             |
| Striker Eureka   | Australia      | Herc y Chuck Hansen                                                                | Categoría MARK-V. Autodestruido en el ataque a la brecha por la detonación de la ojiva termonuclear que llevaba.                 |
| Crimson Typhoon  | China          | Wei, Cheung y Jin Hu                                                               | Categoría MARK-4. Destruido por el kaiju Otachi en Hong Kong.                                                                    |
| Coyote Tango     | Japón          | Stacker Pentecost y Tasmin Sevier                                                  | Clase MARK-1. Destruido antes de los eventos descritos en la película.                                                           |
| Solar Prophet    | Perú           | Brian Lobo y Walter Lobo                                                           | Clase MARK-2. Destruido en la batalla de Lima, antes de los eventos descritos en la película.                                    |
| Diablo Intercept | Chile          | Sebastián Luna y Vicente Luna                                                      | Clase MARK-2. En proceso de término, pruebas con la unión de los pilotos.                                                        |

### Kaijus
Los enormes monstruos alienígenas que invadieron la Tierra para conquistarla, al igual que otros planetas. Son gigantescos y la mayoría parecidos a las formas de vida del Planeta Tierra. Se dividen en un total de 5 categorías, por lo cual a la que pertenece cada uno le representa su toxicidad, tamaño, fuerza, velocidad y habilidades especiales.

#### Aparición durante los acontecimientos de la película
- Knifehead (lit. Cabeza de cuchillo): Kaiju de categoría 3; más grande que el anterior, y es el responsable de la muerte de Yancy Becket. Tiene una filosa cresta entre su nariz y cabeza lo cual le da su nombre. También lleva unas venas amarillas fosforescente que se iluminan cuando se enfada. Es asesinado por Gipsy Danger en el mar de Alaska el día 29 de febrero de 2020, sin embargo, deja muy dañado al Jaeger.
- Mutavore: Kaiju de categoría 4, Atacó la ciudad de Sídney, Australia después de destruir la muralla costera. Tiene una cresta curvada hacia atrás por encima de su cabeza. También posee una barbilla afilada y larga. Otra característica es una larga cresta como espada en su espalda. Tiene sus ojos en las mejillas. Es asesinado en una pelea contra Striker Eureka el día 1 de enero de 2025. Newton utilizó su cerebro para su primera deriva.
- Leatherback (lit. Gran Espalda): Kaiju de categoría 4. Tiene el aspecto de un gorila y camina, lucha y actúa como uno. Se caracteriza por tener en la espalda un órgano especial que le permite arrojar una onda de radiación que neutraliza la energía eléctrica. El nombre de "baula" deriva del término usado para describir a los gorilas adultos espalda plateada. Esto se puede ver en cómo se mueve impulsándose sobre sus nudillos, como la especie antes mencionada. Es asesinado por Gipsy Danger en el puerto de Hong Kong.
- Otachi (lit. Espada grande): Kaiju de categoría 4. Tiene la forma de un lagarto. Puede nadar rápido y sus brazos poseen alas desplegables. También, al final de su cola lleva tres garras que actúan como una mano. Otras de sus características son que puede escupir chorros de ácido altamente corrosivos que puede derretir cualquier material, además de tener la mandíbula inferior partida en dos. Destruye gran parte de la ciudad de Hong Kong. Es derrotada por Gipsy Danger. Poco tiempo después se descubre que estaba embarazada.
- Scunner (palabra escocesa que se refiere a algo que provoca una fuerte reacción de disgusto): Kaiju de categoría 4. Protegía el portal junto con Raiju y Slattern. Actúa como un toro y sus mejillas poseen unos cuernos. Es destruido por Striker Eureka cuando este se autodestruye.
- Raiju (lit. Bestia relámpago): Kaiju de categoría 4. Protegía el portal junto con Scunner y Slattern. Es parecido a una fusión entre una iguana marina y un cocodrilo. Tiene una mandíbula tripartida y su cabeza verdadera la esconde dentro de su "cráneo". Es asesinado por Gipsy Danger sirviéndose de su espada, arma con la cual logra partirlo en dos.
- Slattern (lit. Pazpuerca): Es el primer y único Kaiju de categoría 5 visto por la humanidad. Protegía el portal junto a Scunner y Raiju. Es similar a un dinosaurio, su cabeza se asemeja a la de un tiburón martillo. Tiene varias colas que al final terminan en una punta filosa, y las usa de manera similar a la de un escorpión. El alto nivel de toxicidad de la criatura, su tamaño y fuerza lo convierten en el kaiju más poderoso. Es asesinado por Gipsy Danger no sin antes ser sumamente dañado en los tanques de oxígeno al lanzarse al abismo y luego ser usado por este para atravesar el portal.

#### Aparición antes de los acontecimientos de la película
- Trespasser (lit. Intruso): Kaiju de categoría 1. Es el primer Kaiju en salir de "El Abismo" y también es el primero en aparecer y atacar a la humanidad el día 10 de agosto de 2013. Se caracterizó por llevar en su cabeza una cresta filosa como hacha y extremidades similares en su pecho y espalda. Durante 6 días atacó la ciudad de San Francisco, California. Después atacó la ciudad de Sacramento, California. Finalmente el día 15 de agosto de 2013 llegó a atacar la ciudad de Oakland, California siendo esta última el lugar en donde sería asesinado por el ejército con bombas nucleares.
- Hundun: Kaiju de categoría 1. Atacó la ciudad de Manila, Filipinas el día 5 de febrero de 2014, 6 meses después del ataque de Trespasser en San Francisco. Es un kaiju delgado y carente de músculos, con una cabeza grande y alargada, dos pares de ojos y piel gris. Es similar a un árbol.
- Karloff: Kaiju de categoría 1. Atacó la ciudad de Vancouver, Canadá el día 23 de abril de 2015. Fue el primer Kaiju en enfrentarse y ser eliminado por un Jaeger (Brawler Yukon).
- Kaiceph (lit. Demonio del mar): Kaiju de categoría 1. Los militares utilizaron varias bombas nucleares, destruyéndolo totalmente. Fue sacado de la ciudad y sus restos descansan en un portaaviones. Atacó la ciudad de Cabo San Lucas, México el día 1 de junio de 2014, 4 meses después del ataque de Hundun en Manila.
- Onibaba (lit. Bruja demonio o Abuela ogro): Kaiju de categoría 2. Fue el Kaiju que mató a la familia de Mako Mori durante su infancia y también el fue la razón del porque ella trabaja para Stacker Pentecost como piloto de jaegers. Es como un cruce entre una araña y un cangrejo. Fue el responsable de la destrucción de la ciudad de Tokio, Japón el día 15 de mayo de 2016. Es eliminado por Coyote Tango el cual fue pilotado únicamente por Stracker Pentecost.

## Reparto
- Charlie Hunnam como Raleigh Becket[5]

Expiloto fracasado, es llamado de su retiro por el Cuerpo de Defensa Pan Pacific. Durante el casting de Hunnam, Del Toro mencionó: "Lo vi y pensé que tenía una naturaleza seria y realmente honesta. Era el tipo de persona con la que me puedo identificar, como miembro de la audiencia masculina dije 'Me gusta este tipo. Me gustaría tomar unos tragos con este tipo'... tenía una cualidad terrenal." Describiendo al personaje, Hunnam mencionó: "Cuando me conocen al principio de la historia, he sufrido una terrible pérdida. No solo murió mi autoestima, sino mi voluntad de luchar y salir adelante. Y entonces, Rinko e Idris, y un par de personas más, me sacan del retiro para tratar de ayudar con este gran lío. Creo que es un viaje fácil de relacionar. Todos, en algún punto la vida, hemos caído y perdido las ganas de levantarnos, pero tienes que hacerlo, no importa cuán difícil sea." Hunnam fue considerado también para el papel del príncipe Nuada en la película previa de Del Toro, Hellboy 2: el ejército dorado. El actor Paul Michael Wyers interpreta a Raleigh cuando era niño.
- Idris Elba como Stacker Pentecost

Oficial al mando de Raleigh. Durante la selección de Elba, Del Toro mencionó: "Esta es una película en la que he tenido que lidiar con los diálogos más que nunca, y la manera en que proyecté la película fue: ¿A quién quiero escuchar diciendo estas cosas? ¿Contra quién quiero que vaya Charlie Hunnam? ¿Quién puede decirle a Charlie Hunnam 'siéntate y escucha?'" En otra entrevista, el director dijo: "Quería que Idris no fuera el rubio de mandíbula cuadrada anglosajona, súper Marine que lo sabe todo. Quería a alguien que pudiera imponer autoridad, pero que se pudiera sentir el peso del mundo sobre sus hombros. Cuando vi la serie de tv Luther, vi la esencia del personaje... Luther carga literalmente a los demonios del mundo sobre sus hombros. Está haciendo penitencia por toda la humanidad... Idris es uno de esos actores que tienen la capacidad de encarnar a la humanidad, casi como el tipo de escultura de Rodin, más grande que la vida, casi como una estatua del realismo ruso, ya sabes, con manos grandes, y toda la agitación del mundo en sus ojos. Quería a alguien que pudiera tener dudas internas, y muy pocos tipos pueden hacerlo." Para prepararse para el papel, Elba vio videos de líderes políticos como David Cameron y Barack Obama, así como a los actores Russell Crowe, en Gladiador, y Mel Gibson en Corazón Valiente. Del Toro le ofreció inicialmente el papel a Tom Cruise, quién declinó debido a conflictos de agenda.
- Rinko Kikuchi como Mako Mori

Copiloto de Raleigh. Perdió a su familia en un ataque kaiju. Aunque Mori posee una fuerza y furia que debe servir bien contra el kaiju, Pentecost es reacio a utilizarla, en parte debido a un vínculo paterno y porque sabe que todavía está luchando contra el trauma de su infancia. Del Toro mencionó: "Fui muy cuidadoso en cómo construía la película. Una de las otras cosas que decidí fue que quería una protagonista femenina que tuviera la misma fuerza que los protagonistas masculinos. Ella no iba a ser una gatita sensual, ni a salir en pantalones cortos y con blusas sin manga, iba a ser un personaje realmente serio." Tras señalar que los otros actores estaban agotados y "físicamente destruidos" filmando con intensidad en los arneses de la cabina de los jaegers, Del Toro mencionó: "La única que no se quebró fue Rinko Kikuchi, la chica. Nunca se quejó... le pregunté a Rinko su secreto y contestó 'Pienso en osos de gomita y en flores.' Intento hacer eso en mi vida ahora."" La actriz Mana Ashida interpreta a Mako cuando era niña.
- Charlie Day como el Dr. Newton "Newt" Geizler

Científico que estudia a los kaijus. Day declaró: "Ciertamente yo y Burn Gorman proporcionamos un poco de ligereza necesaria, es un descanso de los monstruos y los tipos peleando. Pero luego el personaje se ve involucrado en la historia de una manera en que su vida corre grave peligro y se orienta un poco más a la acción y al estilo de película de terror. Así que, él brinca entre ser gracioso y ser real... el resto de los chicos se ven muy bien en sus uniformes, y tienen abdominales, pueden patear, pelear y golpear. Newt es una especie de hombre común y corriente, tiene fallas y es arrogante. Del Toro le dio a Geizler la mentalidad de un chef famoso, con tatuajes y una "gran personalidad". De acuerdo al director, Day fue seleccionado por su actuación en un episodio de It's Always Sunny in Philadelphia: "Sale con un palo, y tiene un monólogo sobre lo que es cazar ratas en el sótano. Fue muy gracioso, pero venía del personaje. No estaba haciendo gran cosa, era como, estar de luto y lamentando su trabajo, tu sabes, lo inhumano que es. Y pensé 'Este tipo es genial en un tono sombrío y en la comedia.' Hay momentos en la película en que él interactúa entre ambos tonos." Trek Buccino interpreta a Geizler cuando era niño.
- Burn Gorman como el Dr. Hermann Gottlieb

Científico que estudia a los kaijus junto a Geizler. De acuerdo con Del Toro, Gottlieb es un "inglés introvertido sin emociones con ropa anticuada, que nunca deja el laboratorio". El modesto Gottlieb resiente la arrogancia y el comportamiento radical de su compañero Geizler; el dúo hace eco en la película del tema sobre personas incompatibles que trabajan bien juntas cuando llega el momento. Drew Adkins interpreta a Gottlieb cuando era niño.
- Robert Kazinsky como Chuck Hansen

Piloto de Jaeger de origen australiano. Pilota a Striker Eureka con su padre.
- Max Martini como Hercules "Herc" Hansen.

Padre de Chuck Hansen y piloto junto a este del jaeger Striker Eureka.
- Ron Perlman como Hannibal Chau

Jefe del mercado negro que se gana la vida vendiendo órganos y otras partes de kaiju.
- Clifton Collins Jr. como Tendo Choi

Técnico Jaeger chino-estadounidense.
- Diego Klattenhoff como Yancy Becket.

Hermano mayor de Raleigh y copiloto de Gipsy Danger hasta que pereció a manos del kaiju Knifehead (inicio de la película).
- Ellen McLain como IA de Gipsy Danger.

Voz del sistema de inteligencia artificial de Gipsy Danger.
- Heather Doerksen como Sasha Kaidanovsky.

Piloto rusa del Jaeger Cherno Alpha junto a su hermano mellizo Aleksis.
- Robert Maillet como Aleksis Kaldanovsky.

Copiloto ruso de Cherno Alpha y hermano mellizo de Sasha.
- Santiago Segura como el ayudante de Hannibal Chau.

## Producción
Originalmente Del Toro iba a dirigir una adaptación de la novela En las montañas de la locura, sin embargo, después de que Estudios Universal cancelara el proyecto, se decidió a dirigir Pacific Rim en su lugar. Originalmente, Tom Cruise, que iba a tener el papel principal de En las montañas de la locura, iba a protagonizar la película, pero fue sustituido por Idris Elba. El 17 de noviembre de 2011 se confirmó que Ron Perlman se unió al elenco de la película.
La filmación comenzó el 14 de noviembre de 2011 y terminó en Toronto en abril de 2012.

## Lanzamiento
Su estreno se esperaba inicialmente para julio de 2013. Sin embargo, Warner decidió adelantar el estreno de la película al 10 de mayo de 2013. En marzo de 2012, se anunció que el estreno de la película había sido trasladado de nuevo al 12 de julio de 2013. En España, se estrenó el 9 de agosto.

## Secuela
En julio de 2012, Del Toro discutió la posibilidad de hacer una secuela de Pacific Rim: «Siempre se abandonan ideas que estaban en el primer proyecto a medida que se avanza. Ya sabes, bien sea un escenario genial pero demasiado caro, una idea muy brillante, pero no pudo adaptarse a la estructura... así tenemos un pequeño alijo de cosas que queríamos hacer pero que no tuvimos la oportunidad de hacer. Así que si eso es una posibilidad, A) yo sería muy feliz de hacer una secuela, B) una gran cantidad de estas ideas, escenarios y todo eso, contienen de hecho una muy buena semilla para una secuela».
El 4 de diciembre de 2012, Legendary Pictures anunció que había elegido al coguionista de Pacific Rim Travis Beacham para escribir la segunda parte, junto con Del Toro, aunque no hubo comentarios sobre si Del Toro volvería a dirigir la segunda película.
En WonderCon 2013, Del Toro expresó entusiasmo por un potencial crossover de Pacific Rim y Godzilla —otra película de kaiju de Legendary Pictures— pero hizo hincapié en que ninguno de esos planes estaba en curso.
Sin embargo y más recientemente (el 16 de mayo último) el CEO de Legendary Pictures, Thomas Tull, puso en duda la realización de la secuela, dejando en claro que no existe absolutamente "nada oficial" que mencionar al respecto.
El viernes 27 de junio del 2014, Guillermo del Toro expresó en un comunicado que se estará filmando la segunda parte de la película; el cineasta añadió: "Los personajes que amo regresarán". Del Toro anunció que la fecha de estreno sería el 7 de abril del 2017, además del estreno de un cómic y una serie animada sobre el universo de la película,[cita requerida] pero un tiempo después se informó que la secuela había quedado en suspenso.
El 24 de febrero de 2016 , se anunció oficialmente que la película estaba en desarrollo, pero que Guillermo del Toro no sería el director debido a problemas de calendario. La película será dirigida por Steven S. DeKnight con Guillermo del Toro como productor y Jon Spaiths como guionista. Del Toro lo confirmó por Twitter.
El 12 de mayo de 2016, Derek Connolly fue confirmado como guionista.
El 7 de junio de 2016, John Boyega fue revelado como el principal protagonista de la película -la cual se llamará Pacific Rim: Uprising- e interpretará al hijo del personaje de Idris Elba quien apareció en la primera película. Junto con esto se anunció que el rodaje estaba próximo, noticia que fue confirmada por Guillermo del Toro.
Esta secuela lleva el nombre de "Titanes del Pacífico: Insurrección" y se estrenó el 23 de marzo de 2018, contando como protagonistas con John Boyega y Scott Eastwood.

## Recepción
Pacific  recibió críticas generalmente positivas de parte de la crítica y de la audiencia. En el portal de internet Rotten Tomatoes, la película tiene una aprobación del 71%, con una calificación de 6.7/10, basado en 253 reseñas por parte de la crítica, y con un consenso que dice: "Puede tener más estilo deportivo que de sustancia, pero Pacific Rim es una criatura moderna impulsada por una imaginación fantástica y un irresistible sentido de diversión." De parte de la audiencia tiene una aprobación de 77%.
La página web, Metacritic le ha dado a la película una puntuación de 64 sobre 100 basada en 48 reseñas, indicando "reseñas generalmente favorables".
Las audiencias de CinemaScore le han dado una calificación de "A-" en una escala de A+ a F, mientras que en el sitio IMDb, los usuarios le han dado una calificación de 7.0/10, basada en más de 390 000 votos.